# Xã Newton, Quận Faulkner, Arkansas
Xã Newton (tiếng Anh: Newton Township) là một xã thuộc quận Faulkner, tiểu bang Arkansas, Hoa Kỳ. Năm 2010, dân số của xã này là 836 người.